# 감람석

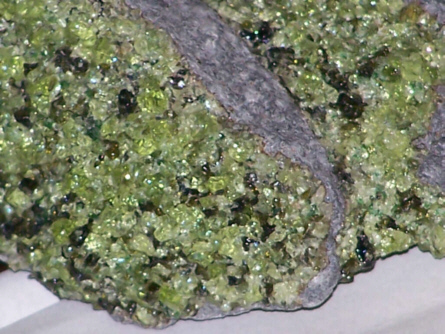
현무암에 포함된 감람석(황록색,올리브색)

감람석(영어: olivine)은 마그네슘-철 성분의 규산염 광물로 화학식은 (Mg2+,Fe2+)2SiO4이며, 마그네슘과 철의 비가 두 내성분인 포스터라이트(마그네슘 내성분)와 파얄라이트(철 내성분) 사이에서 변화하는 고용체이다. 크리솔라이트(chrysolite)라고 불리기도 하며 보석 수준의 고품질 광물은 페리도트라고 한다. 이는 8월의 탄생석이기도 하다. 지구 상에서 가장 흔한 광물 중의 하나이며 달, 화성, 윌드2 혜성, 기타 많은 운석 등에서도 그 존재가 확인되었다. 감람석의 성분은 보통 철과 마그네슘의 몰수비로 나타낸다. 포스터라이트는 1900 °C에 이르는 유달리 높은 녹는점을 가지고 있으나 파얄라이트의 녹는점은 1200 °C 정도이다.

## 성분과 종류
우선, 성분과 종류에는 고토/철/망가니즈/몬티셀리 감람석 등이 있는데, 특징은 다음과 같다.
고토 감람석 (forsterite）: - Mg2SiO4. 색은 흰색, 황록색이고, 조흔색은 흰색이다. 광택이 있으며, 쪼개지지 않는다. 경도는 7이고, 비중은 3.2이다.
철 감람석（fayalite）: - Fe2SiO4.색은 - 갈색、검은색이고, 조흔색은 연갈색이다. 광택이 있고, 쪼개지지 않는다. 경도는 6.5, 비중은 4.4이다.
테프로이트(테프로석/망가니즈 감람석)（tephroite）: - Mn2SiO4. 색은 회색, 짙은 녹색, 짙은 청색이며,빛을 받으면 퇴색하는 경향이 있다. 조흔색은 회색이며, 광택이 있고 쪼개지지 않는다. 경도는 6.5이고 비중은 4.1이다. 참고로 산출될 때, 석영과 공존하지 아니하며 산출량은 제한되어있다.
몬티셀리감람석（monticellite）: - CaMgSiO4. 색은 흰색, 진한 녹색, 회색이며, 조흔색은 흰색이다. 광택이 있고 쪼개지지 않는다. 경도는 5이고, 비중은 3.2이다. 석회석에서 산출되지만, 산출되는 장소는 제한되어있다.
이외에도 키르스타이나이트(CaFeSiO4) 등이 있다.

## 산출지
산출지는 현무암 등의 염기성암이나 초염기성암에 다수 포함되어있다. 철 감람석은, 현무암질 마그마 (Tholeiitic magma series)가 분화할 때 정출되고, 유문암이나 화강암 등에도 포함되어 있는 경우가 있다. 이때, 감람석이 주요한 구성광물인 암석을 감람암이라고 한다. 맨틀의 상부는 주로 감람석으로 구성되어 있다고 판단되고 있다.

## 트리비아
참고로 감람석의 어원은 라틴어의 oliva（올리브）가 어원인데, 이는 돌의 색깔이 올리브색이라는 것에 있다. 1790년 아브라함 고틀로프 베르너가 명명했다. olivine을 감람석으로 번역하게 된 유래는 일본의 지질조사소의 구성원들에 있고, 문헌중 가장 오래된 것은『20万分の1伊豆図幅地質説明書』（20만분의 1 이즈 화폭 지질설명서, 西山正吾、1886년) 이라고 한다.
또한, 감람과는 베트남이 원산지이고, 그 외에 동남아시아 일대에서 재배되고 있다. 무환자나무와 닮았고, 과실은 식용하며 기름을 추출하거나 약용으로도 쓰인다. 이 나무는 과실은 유럽의 지중해 지역에 있는 올리브와 약간 닮았지만 전혀 다른 나무이다. 그러나 일본의 에도 시대 말기에 과실만을 보고 같은 것으로 오인하여, 성서가 한문으로 번역되는 과정에서 올리브가 번역될 때 잘못 전해진 것이라고 한다. 자세한 내용은 감람과를 참조하기 바란다.

## 고압 환경에서의 동질이상물질
지구의 깊은 곳의 높은 온도와 압력에서 감람석 구조는 더 이상 안정적이지 않다. 지하 약 410km (250 마일) 이상이 되면 감람석은 sorosilicate, wadsleyite로 상전이를 하며, 약 520km (320 마일)의 깊이에서 wadsleyite는 격자 구조로 이루어진 ringwoodite로 상전이를 한다. ringwoodite는 약 660km 깊이에서 흡열 반응으로 silicate perovskite ((Mg, Fe) SiO3) 및 perovskite((Mg, Fe) O)로 분해된다. 이러한 상전이는 지질학적 방법으로 관찰할 수 있는 지구의 맨틀 밀도가 불연속적으로 증가하게 한다. 그들은 또한 발열 전이가 상경계를 가로 질러 유동을 보강하는 반면 맨틀 대류의 기제에 영향을 미치는 것으로 판단된다.
맨틀에서 이 상전이가 발생하는 압력은 온도와 철분 함량에 달려있다. 800 ° C (1,070 ° K, 1,470 ° F)에서 순수 마그네슘 말단 재료인 forsterite는 11.8 기가 파스칼(116,000 atm)의 압력에서 와슬 레이라이트로 변형되고 14 GPa (138,000 기압) 이상의 압력에서  ringwoodite로 변형된다. 철 함량을 증가 시키면 상전이가 일어날 때 압력이 감소하고 wadsleyite가 안정해지는 범위가 좁아진다. 약 0.8 몰분율의 fayalite에서 감람석은 압력 범위 10.0-11.5 GPa (99,000-113,000 기압)에 걸쳐 ringwoodite로 직접 변형된다. 온도를 높이면 이러한 상전이의 압력이 증가한다.

## 참고 문헌
- 黒田吉益、諏訪兼位 「4.7 かんらん石類」『偏光顕微鏡と岩石鉱物 第2版』 共立出版、1983年、153-157頁。ISBN 4-320-04578-5。
- 森本信男 「6. オリビン族」『造岩鉱物学』 東京大学出版会、1989年、83-109頁。ISBN 4-13-062123-8。
- 国立天文台編 『理科年表 平成20年』 丸善、2007年、643頁。ISBN 978-4-621-07902-7。
- Olivine〔橄欖石〕グループ - 広島大学 大学院総合科学研究科 地球資源論研究室 福岡正人
- Christensen, U.R. (1995). "Effects of phase transitions on mantle convection". Annu. Rev. Earth Planet. Sci. 23: 65–87. Bibcode:1995AREPS..23...65C. doi:10.1146/annurev.ea.23.050195.000433.
- Deer, W. A.; R. A. Howie; J. Zussman (1992). An Introduction to the Rock-Forming Minerals (2nd ed.). London: Longman. {{ISBN|0-582-30094-0}}.
- Kuebler, K.; Wang, A.; Haskin, L. A.; Jolliff, B. L. (2003). "A Study of Olivine Alteration to Iddingsite Using Raman Spectroscopy" (PDF). Lunar and Planetary Science. 34: 1953.

## 같이 보기
- 페리도트